# Радочай
45°29′ пн. ш. 15°03′ сх. д. / 45.48° пн. ш. 15.05° сх. д.
Радочай (хорв. Radočaj) — населений пункт у Хорватії, в Приморсько-Горанській жупанії у складі міста Врбовсько.

## Населення
Населення за даними перепису 2011 року становило 0 осіб.
Динаміка чисельності населення поселення:

## Клімат
Середня річна температура становить 9,36 °C, середня максимальна – 22,80 °C, а середня мінімальна – -5,79 °C. Середня річна кількість опадів – 1416 мм.
| Клімат поселення                              | Клімат поселення | Клімат поселення | Клімат поселення | Клімат поселення | Клімат поселення | Клімат поселення | Клімат поселення | Клімат поселення | Клімат поселення | Клімат поселення | Клімат поселення | Клімат поселення | Клімат поселення |
| Показник                                      | Січ.             | Лют.             | Бер.             | Квіт.            | Трав.            | Черв.            | Лип.             | Серп.            | Вер.             | Жовт.            | Лист.            | Груд.            |                  |
| Середній максимум, °C                         | 6,34             | 7,50             | 10,84            | 14,85            | 19,45            | 22,80            | 21,80            | 21,53            | 17,67            | 13,15            | 7,73             | 4,15             |                  |
| Середня температура, °C                       | 0,27             | 1,43             | 4,76             | 8,78             | 13,39            | 16,72            | 18,61            | 18,35            | 14,48            | 9,97             | 4,56             | 0,96             |                  |
| Середній мінімум, °C                          | −5,79            | −4,65            | −1,29            | 2,72             | 7,31             | 10,66            | 15,44            | 15,16            | 11,30            | 6,80             | 1,38             | −2,2             |                  |
| Норма опадів, мм                              | 77               | 83               | 101              | 123              | 112              | 135              | 109              | 118              | 132              | 154              | 154              | 118              |                  |
| Середньомісячна швидкість вітру, м/с          | 1.70             | 1.89             | 2.19             | 2.11             | 2.00             | 1.86             | 1.78             | 1.72             | 1.66             | 1.70             | 1.84             | 1.82             |                  |
| Середньомісячна сонячна радіація, кДж/м²·день | 4187             | 6958             | 10250            | 14596            | 18787            | 20446            | 21632            | 18442            | 13509            | 8723             | 4614             | 3486             |                  |
| --------------------------------------------- | ---------------- | ---------------- | ---------------- | ---------------- | ---------------- | ---------------- | ---------------- | ---------------- | ---------------- | ---------------- | ---------------- | ---------------- | ---------------- |
| Джерело:                                      |                  |                  |                  |                  |                  |                  |                  |                  |                  |                  |                  |                  |                  |